# Tastiera (informatica)

Vista dall'alto di una tastiera alfanumerica con layout statunitense di tipo QWERTY.

La tastiera, in informatica, è una periferica di input del computer destinata all'inserimento manuale di dati, numerici o alfanumerici, nella memoria del computer e al controllo del computer stesso. Può essere incorporata nell'unità centrale del computer (come ad esempio avviene negli home computer e nei computer portatili) o essere una periferica esterna o interna.

## Descrizione

### Funzionamento
La tastiera è una serie ordinata di tasti la cui pressione permette l'inserimento, nella memoria del computer, di un particolare carattere, oppure l'esecuzione di un particolare comando da parte del computer. A tal fine, su ogni tasto, compare una serigrafia che ricorda all'utente a quale carattere o comando corrisponde il tasto.
Normalmente, alla pressione di un singolo tasto corrisponde un singolo simbolo grafico. Se la maggior parte dei tasti genera in una finestra del monitor la scrittura di una lettera, un numero o di un carattere, esistono tasti o combinazioni di tasti – da premere simultaneamente – che fanno eseguire al terminale determinate operazioni. 

Alcune applicazioni (o sistemi operativi) permettono di digitare le combinazioni di tasti singolarmente e in modo sequenziale, attivando tale funzionalità tramite la tastiera. Il tasto modificatore (in genere Shift, Alt, Control o Meta) rimane attivo finché non viene premuto un altro tasto o un pulsante del mouse, rimediando a un frequente problema pratico di alcune categorie di utilizzatori.

Nell'implementazione odierna più comune, la maggior parte dei tasti consente l'inserimento di due o anche tre caratteri diversi. Normalmente un carattere/comando è ottenuto mediante la semplice pressione del tasto, gli altri caratteri/comandi del medesimo tasto attraverso la pressione contemporanea di un particolare tasto funzione.

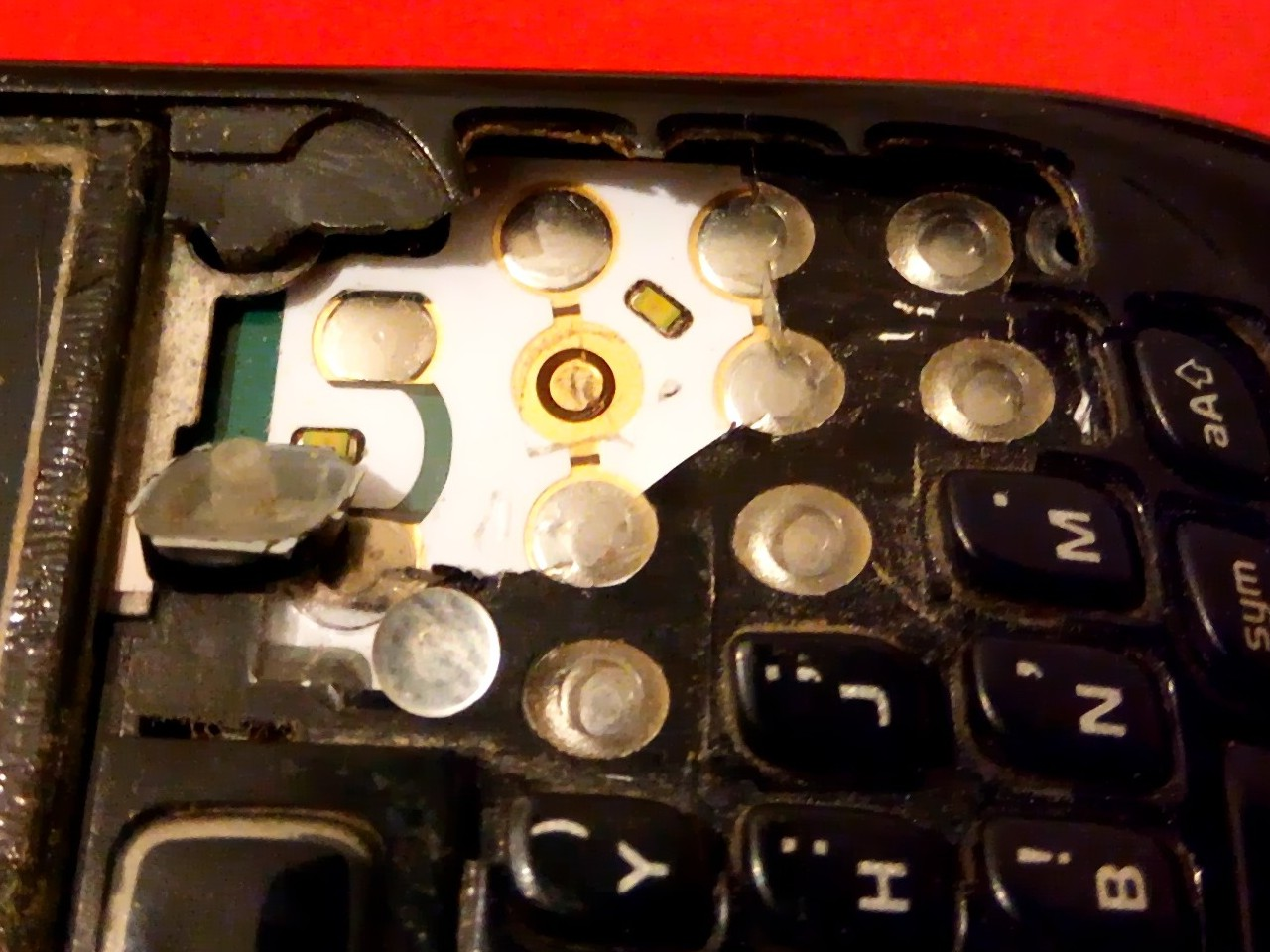
Tastiera integrata di uno smartphone BlackBerry

A ogni pressione di un tasto il computer opererà una codifica ovvero una conversione/associazione del simbolo dell'alfabeto, numeri, punteggiatura o quant'altro in un formato digitale ovvero una sequenza di zeri e di uno comprensibili al calcolatore in modo che possa operare su di essi secondo la logica booleana tipica del calcolatore. Il processo opposto si ha quando si deve fornire un output all'utente tramite monitor o stampante. Uno dei codici più diffusi per tale tipo di operazione è il codice ASCII il quale opera una codifica a 7 bit ovvero usa in tutto 7 simboli binari per codificare complessivamente 27=128 combinazioni (codici da 0 a 127), ma solo i codici maggiori di 32 sono associati simboli grafici e il codice 32 è dedicato allo spazio. Dato che nella codifica ASCII non sono previste le lettere accentate, sono state sviluppate delle codifiche a 8 o più bit che includano anche tali simboli quali le ISO 8859 e UTF-8 ma solo un sottoinsieme dei codici aggiunti viene reso accessibile direttamente dalla tastiera, spesso sacrificando altri caratteri meno comuni: per esempio le tastiere per la lingua italiana spesso sono prive delle parentesi graffe.

### Materiali e tasti
Le tastiere possono essere di vario tipo a seconda del tipo di tasti usati:
- Membrana, si tratta di tasti muniti di una componente che chiude un circuito tramite un contatto a membrana;
- Meccanici, si tratta di tasti che azionano un interruttore di varia natura
- Proiezione laser, si tratta di una proiezione laser dei caratteri.

Inoltre possono essere suddivise in base alla loro consistenza:
- Rigide, soluzione comune, dove la tastiera ha una forma non alterabile;
- Morbide, soluzione usata per ottenere tastiere avvolgibili, per tale soluzione viene usata la tecnica dei tasti a membrana.

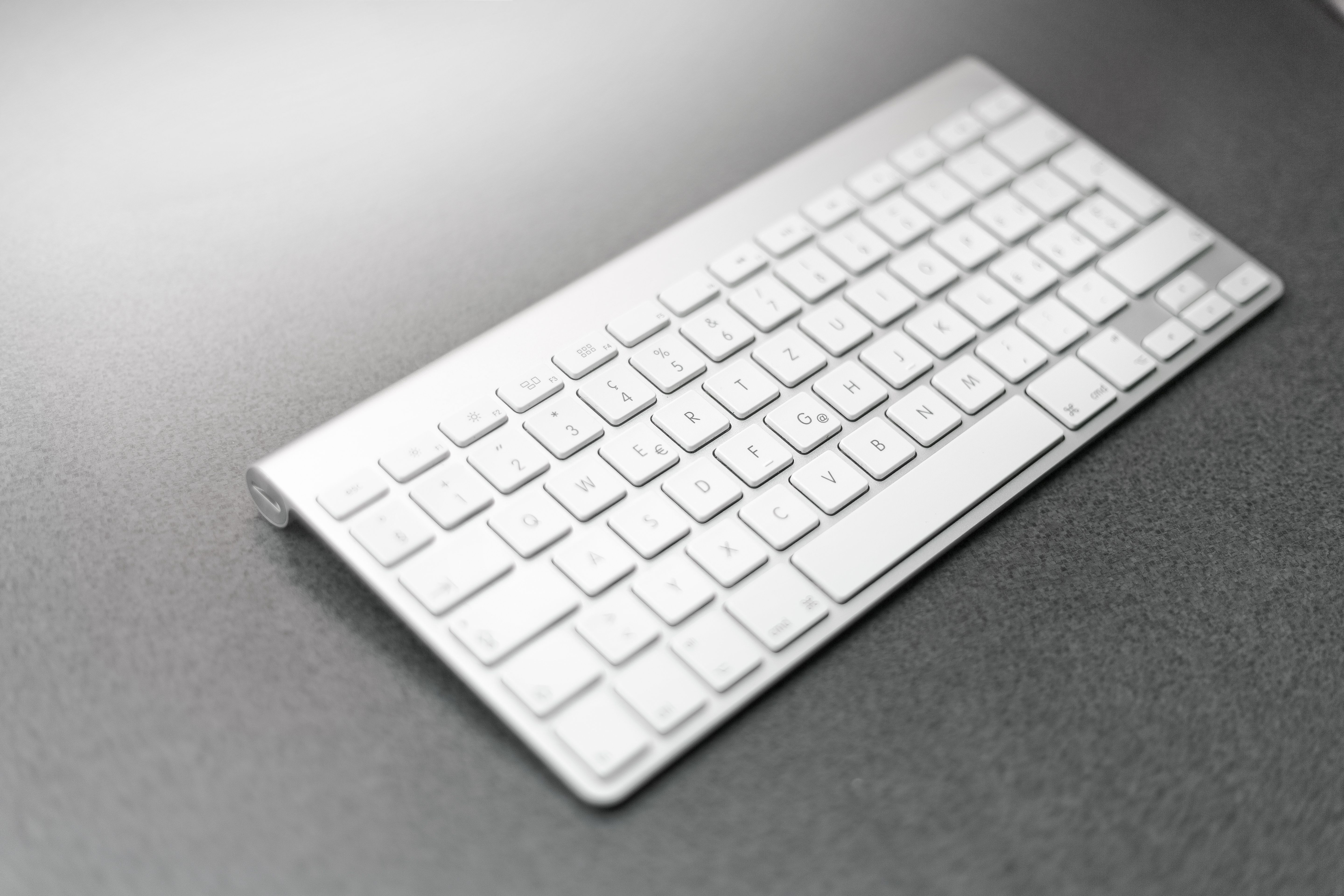
tastiere senza fili Apple

Inoltre il collegamento del dispositivo può essere:
- Cablato, tramite un cavo che può avere un collegamento tramite connettore mini-DIN PS/2, USB o di altra natura;
- Senza fili, generalmente ad infrarossi o bluetooth.

### Parametri di funzionamento
Le tastiere come per qualsiasi altro dispositivo per PC o altro apparecchio, comunica tramite dei segnali e delle campionature, oltre ad avere limitazioni di funzionamento:
- Polling rate, tempo di campionamento del segnale da inviare al PC
- Tempi di risposta, tempo che intercorre dall'azione sui tasti all'invio del segnale al PC
- Key bouncing and delay, si tratta del rimbalzo dei tasti, i quali saltando potrebbero dare vita ad una falsa pressione e quindi impulso
- Ghosting, per via della struttura a griglia della tastiera, una particolare combinazione di tasti può nascondere la pressione di altri tasti[1], mentre i tasti shift, ctrl, alt e alt gr sono sempre scansionati in modo indipendente.
- Anti-Ghosting, si tratta di una soluzione atta ad evitare il ghosting e proteggere le varie combinazioni, tale protezione può essere estesa a tutta la tastiera o solo ad una determinata area, esistono sigle che indicano quanto sia efficace tale protezione "2KRO" massimo 2 tasti simultanei "3KRO" limite spostato a 3 "6KRO" limite portato a 6, "NKRO" (o N key roll over) si possono premere tutti i tasti contemporaneamente.

## Tipi
La tastiera è di due tipi:
- tastiera numerica;
- tastiera alfanumerica.

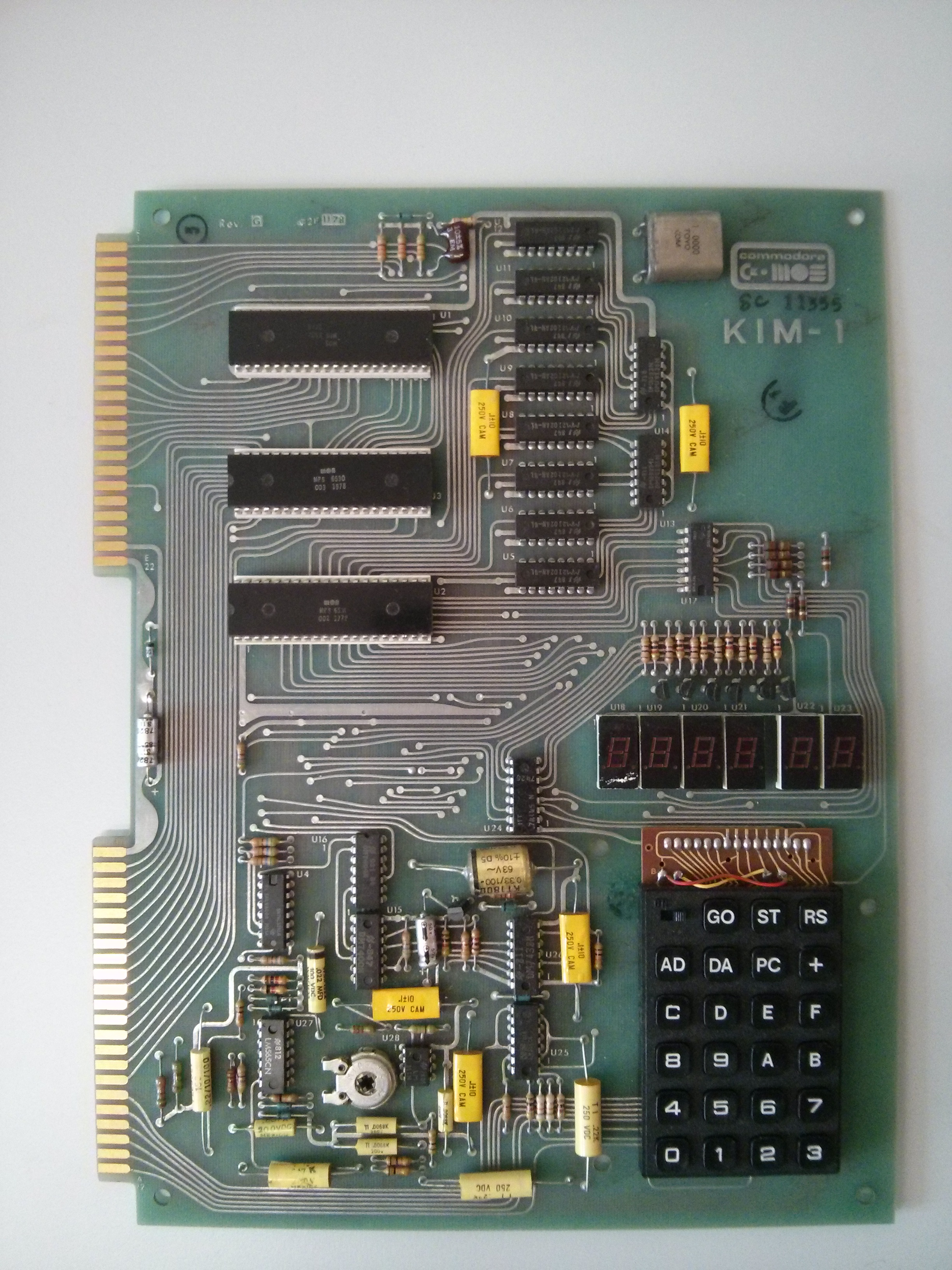
In basso a destra la tastiera esadecimale integrata nel MOS KIM-1

La tastiera numerica permette solo l'inserimento di numeri e le esecuzioni di comandi, mentre quella alfanumerica anche l'inserimento di caratteri alfabetici. Attualmente la tastiera di norma è una tastiera alfanumerica. Le prime tastiere, quando ancora i computer erano in grado di elaborare solo numeri, erano invece numeriche. Oggi la tastiera numerica si può trovare ancora in computer special purpose.

### Tastiera numerica
La tastiera numerica si distingue in vari tipi a seconda del sistema di numerazione che supporta:
- tastiera ottale;
- tastiera decimale;
- tastiera esadecimale.

La tastiera ottale permette l'inserimento di numeri in base 8. La tastiera decimale permette l'inserimento di numeri in base 10 (ma anche in base 8). La tastiera esadecimale permette l'inserimento di numeri in base 16 (ma anche in base 10 e in base 8).

### Tastiera alfanumerica
Per l'uso efficiente e veloce della tastiera alfanumerica esiste la tecnica della dattilografia. Nella maggior parte dei casi la tastiera alfanumerica ha mutuato infatti la disposizione dei tasti da tale dispositivo.
Sono previste sui computer desktop e laptop, e ci sono vari schemi per la disposizione dei tasti delle tastiere alfanumeriche. Il più comune di essi è il QWERTY. Altri schemi sono il QWERTZ, il QZERTY, l'AZERTY e il C'HWERTY. Tali tastiere utilizzano anche un tastierino numerico, che è un gruppo di tasti che replica i tasti dei numeri e degli operatori aritmetici. Tali tasti sono disposti tutti affiancati e hanno la funzione di velocizzare le operazioni aritmetiche per chi ne fa un uso intenso. Questa tastierina può essere attivata e disattivata, usando un tasto di blocco"(Numlock).

Le tastiere dei computer netbook e notebook sono solitamente prive di questa tastierina per ridurre l'ingombro dei dispositivi. Per compensare questa assenza è previsto un ulteriore tasto funzione denominato "Fn" (function), spesso di colore alternativo, azzurro o anche arancione purché differente dal colore degli altri tasti, che permette di usare i tradizionali tasti alfabetici come quelli della tastierina numerica.

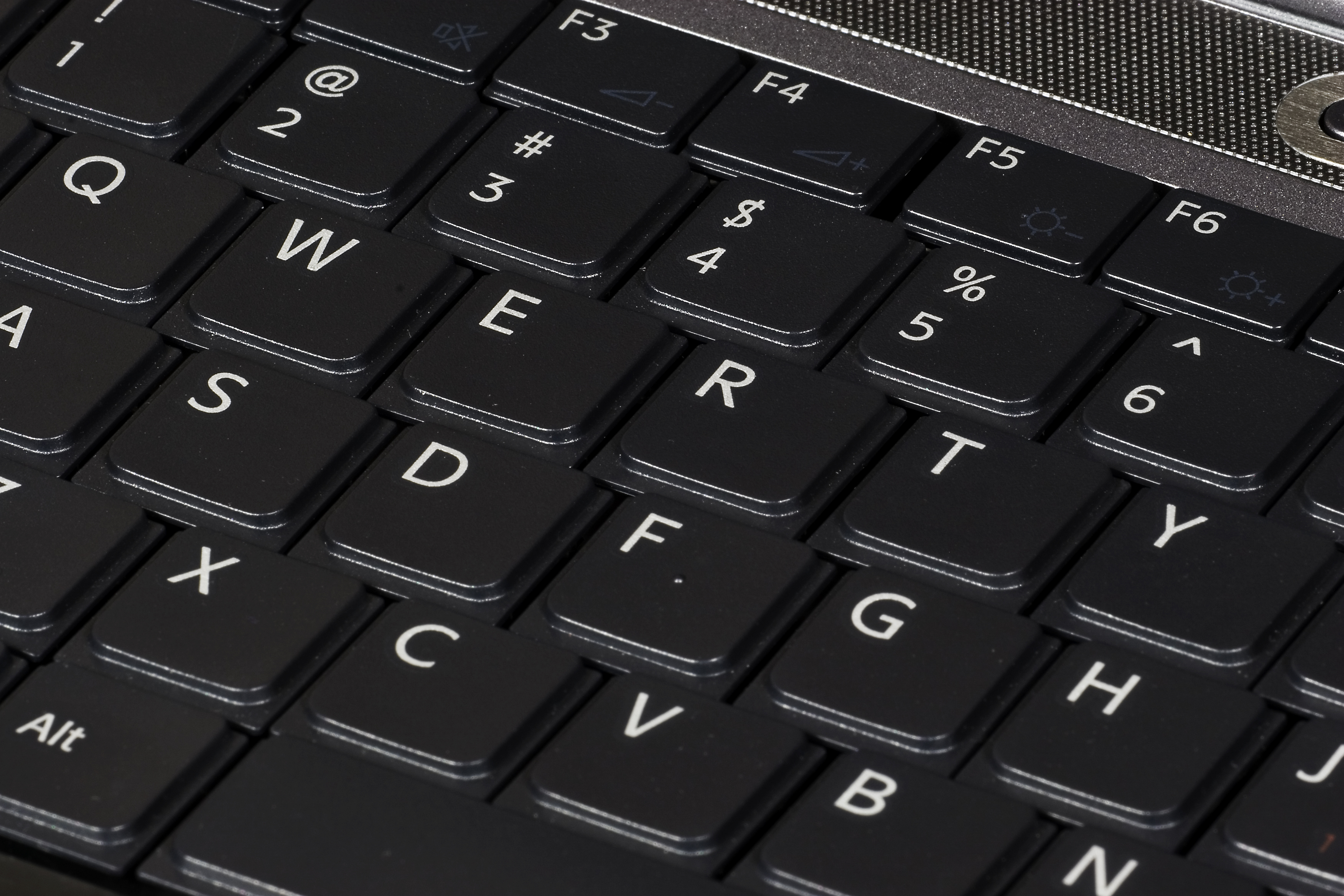
Parte di una tastiera QWERTY

#### Tastiera QWERTY
QWERTY (pronuncia /ˈkwɛrti/) è oggi il più comune schema per tastiere alfanumeriche, usato nella maggior parte delle tastiere per computer ma anche nelle macchine per scrivere. È usato anche nella maggior parte delle tastiere alfanumeriche italiane.

#### Tastiera QWERTZ

Layout tedesco e austriaco

La tastiera QWERTZ è un modello di tastiera diffuso nell'Europa centrale e in particolare nei paesi germanofoni e dell'ex Jugoslavia. La differenza principale tra questo tipo di tastiera e la tastiera QWERTY è la posizione in cui le lettere Z e Y che sono invertite (da qui il nome della tastiera). Lo scambio è stato fatto essenzialmente perché in tedesco la lettera Z è molto più diffusa della Y, e perché la T e la Z appaiono spesso appaiate nella combinazione tz, e la loro vicinanza rende più scorrevole la scrittura.
Parte della tastiera è anche stata adattata per includere alcuni caratteri specifici alla lingua, come le lettere con le umlaut. Inoltre il tasto 'Alt' di destra è modificato in 'AltGr' per accedere ad un terzo livello di simboli. Questo è reso necessario perché l’aggiunta dei caratteri specifici alla lingua non lascia più spazio per tutti i simboli di ASCII. Alcuni tasti speciali sono spesso tradotti. Si ha quindi 'Strg' (Steuerung) per 'Ctrl' (Control) e 'Entf' (Entfernen) per 'Delete'.
QWERTZ in Svizzera

Layout svizzero

La struttura della tastiera svizzera è determinata dallo standard nazionale SN 074021:1999. La tastiera è strutturata in modo permettere facilmente l'accesso agli accenti frequentemente usati in tedesco, francese, italiano e romancio. La differenza tra la configurazione francese e quella tedesca sta che in tedesco si ha direttamente accesso alle lettere con umlaut (ä, ö, ü), mentre in francese la priorità è data alle lettere accentuate (è, à, é). L'italiano si rifà generalmente all'impostazione francese, mentre il romancio a quella tedesca.
La differenza principale con la tastiera in uso in Germania e Austria consiste nell'assenza della 'eszett' (ß), carattere assente nell'ortografia svizzera, e nella non traduzione dei tasti 'Ctrl' e 'Delete'; compare inoltre il simbolo ç ma manca la corrispondente maiuscola Ç.
Questa versione della tastiera QWERTZ è usata anche in Liechtenstein e in alcuni settori in Belgio e Lussemburgo.
Ungheria

layout ungherese

La lingua ungherese usa pochi segni diacritici e solo sulle vocali. Sulla tastiera questi sono raggruppati in alto a destra (ö, ü, ó, ő, ú, é, á, ű, í). Appaiono altri caratteri che consentono l'ingresso delle lingue delle minoranze linguistiche dell'Ungheria e quindi anche dei paesi vicini: i segni diacritici (tasti "morti") e alcune lettere accessibili dal tasto modificatore AltGr.
Romania e Moldavia

Layout rumeno (Romania e Moldavia)

SR 13392, intitolato Tecnologie dell'informazione - Layout delle tastiere rumene progettate per l'automazione degli uffici (in rumeno: Tehnologia informației - Dispunerea tastaturii ramânești pentru sisteme de prelucrare a textului și birotică), è uno standard rumeno per il layout delle tastiere dei computer per la lingua rumena pubblicato in 1998 e rivisto nel 2004.
Bosnia, Croazia, Montenegro, Serbia e Slovenia

Layout bosniaco, croato, montenegrino, serbo (latino) e sloveno

#### Tastiera AZERTY

Schema di una tastiera AZERTY

Le tastiere francesi per PC impiegano lo schema AZERTY e quelle per macchina da scrivere hanno, come quelle italiane, la M posizionata a destra della L. Infine per la lingua bretone è stata creata la variante C'HWERTY che permette l'accesso diretto alle lettere C'h, CH, Ñ e Ù.

#### Tastiera Dvorak

La tastiera di Dvorak, versione inglese

Dal momento che le tastiere moderne non soffrono dei problemi meccanici che affliggevano le vecchie macchine per scrivere, la separazione delle lettere più frequentemente usate, propria dello schema QWERTY, non è più necessaria. Svariati schemi alternativi, come la sistemazione semplificata di Dvorak (ideata da August Dvorak e William Dealey e brevettata nel 1936), sono stati progettati per accrescere l'ergonomia (velocità e comodità degli utenti), soprattutto spostando le lettere più comuni nella riga centrale e massimizzando l'alternatività delle mani. L'efficacia di questi schemi è dibattuta, ma è spesso citato che i record mondiali di velocità nella digitazione sono generalmente ottenuti utilizzando lo schema di Dvorak. Alcuni studi hanno dimostrato che i metodi alternativi sono più efficienti, ma il più grande vantaggio secondo Dvorak ed altri studiosi di schemi alternativi sarebbe il comfort ergonomico. L'inventore del sistema QWERTY, Christopher Sholes, ha brevettato una disposizione dei tasti simile a quella di Dvorak che però non è mai divenuta popolare.

#### Tastiera XPeRT
La tastiera alternativa XPeRT è stata progettata per tentare di superare il problema della refrattarietà al cambiamento, attraverso la diminuzione di differenze dal sistema QWERTY. Essa differisce soltanto in due lettere, A+N, e aggiunge un secondo tasto "E" (13% di tutti i caratteri); quella di Dvorak invece cambia 24 lettere. Quest'ultima inoltre dispone cinque tra le più frequenti lettere alle estremità della tastiera (A, S, O, R, N): XPeRT ne decentra solamente una (S), mentre le altre rimangono centrali. XPeRT accresce le sequenze di accavallamento delle mani (digrammi), dal 50% della tastiera QWERTY, all'83% della tastiera XPeRT, per aumentare la velocità di digitazione. Anche lo schema di Dvorak fu ideato per questo scopo, e realizza l'80% di digrammi da sovrapposizione delle mani. La tastiera di Dvorak si concentra sulla fila centrale, riducendo la mobilità delle dita; al contrario, XPeRT non usa questo mezzo, scegliendo di ridurre i cambiamenti rispetto allo schema QWERTY. Le statistiche sui digrammi qui utilizzate sono state prese dal brevetto USA della tastiera di Dvorak del 1936.

#### Tastiera QZERTY
Tipo di tastiera usato in passato per le macchine per scrivere.

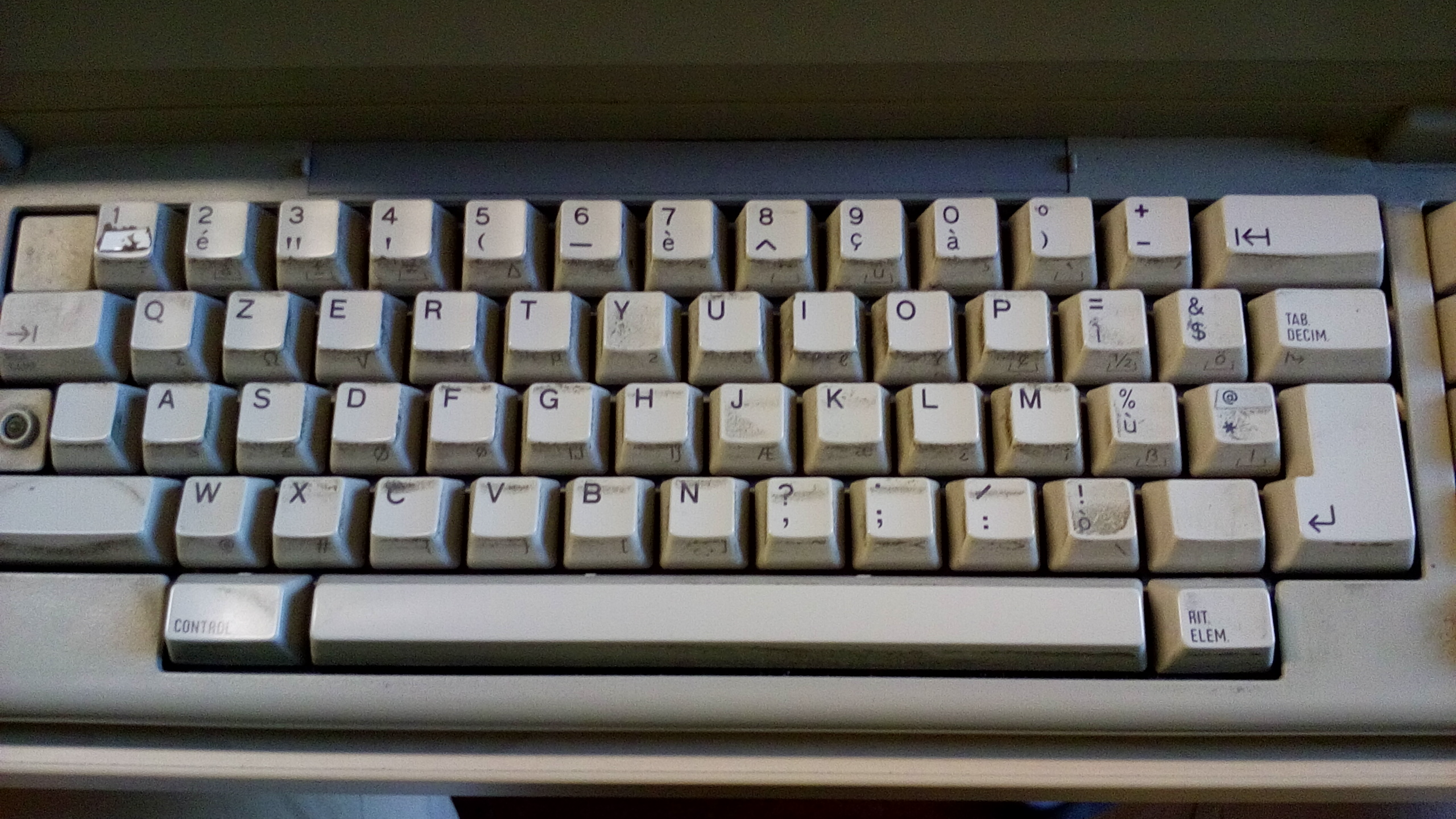
Tastiera QZERTY su una macchina Olivetti

## Il dibattito sui modelli
Alcuni ricercatori, quali l'economista Stan Liebowitz della University of Texas presso Dallas, e Stephen E. Margolis della North Carolina State University sostengono d'altra parte che il sistema QWERTY non sia meno efficiente di altri schemi. Altri detrattori invece ritengono che August Dvorak si impose per guadagnare dal successo della sua invenzione, e che tramandò il "mito dell'efficienza" della sua tastiera per incrementare gli incassi. Altri fautori del sistema QWERTY pensano che passare dallo schema di Dvorak ad un altro richieda più sforzi che imparare a digitare, a causa della rieducazione della memoria procedurale delle dita. Chi usa il PC deve inoltre dimenticare l'abitudine alle combinazioni di tasti (ad esempio con il tasto CTRL: Ctrl+C per copiare, Ctrl+X per tagliare), sebbene alcuni programmi e sistemi operativi permettano l'uso di schemi alternativi assieme alle scorciatoie da tastiera proprie del sistema QWERTY.
Ad ogni modo, gli oppositori delle tastiere alternative puntano molto sull'ubiquità propria del sistema QWERTY, perché i costi da sopportare nell'utilizzare un sistema ritenuto inefficiente sono molto minori di quelli che servirebbero a rieducare i dattilografi. Infatti, la vicenda del sistema di Dvorak è talvolta usata come esempio nel mondo dell'economia per illustrare le difficoltà dei cambiamenti. Non è insolito trovare utenti del sistema di Dvorak che digitano anche su tastiere QWERTY, proprio a causa dell'estrema diffusione di tale sistema.

## Modelli localizzati

### Italia

Disposizione italiana per la tastiera QWERTY

In Italia le tastiere più diffuse ed usate sono di tipo QWERTY, e contengono tasti specifici per le lettere accentate.

### Arabo

Layout arabo

L'alfabeto arabo ha più simboli dell'alfabeto latino di base (28 lettere più una decina di alterazioni e segni diacritici), ma è un sistema di scrittura unicamerale: le lettere non hanno forme minuscole e maiuscole (invece le lettere arabe hanno quattro forme diverse, ma questa distinzione non si riflette nella codifica del computer in quanto è solo grafica, determinata puramente meccanicamente). Su un tasto della tastiera dove metteremmo solo una singola lettera latina (nelle sue forme minuscole e maiuscole), possiamo quindi ospitare due simboli arabi. Ciò rende possibile applicare un layout su una tastiera ANSI a 101 tasti che supporta completamente l'arabo letterario.

### Armeno

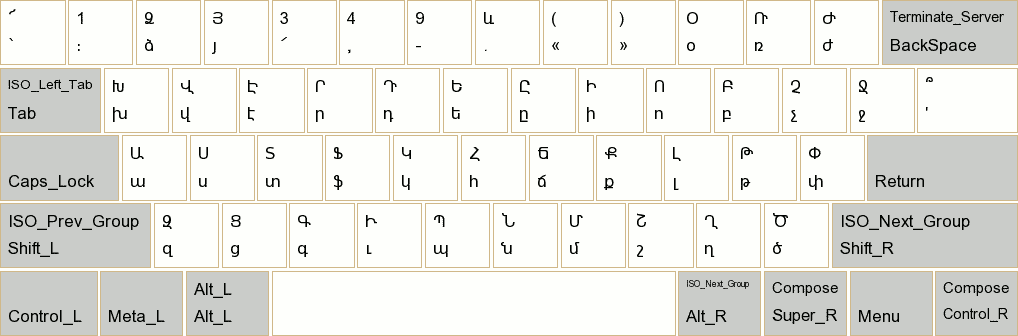
Layout armeno occidentale

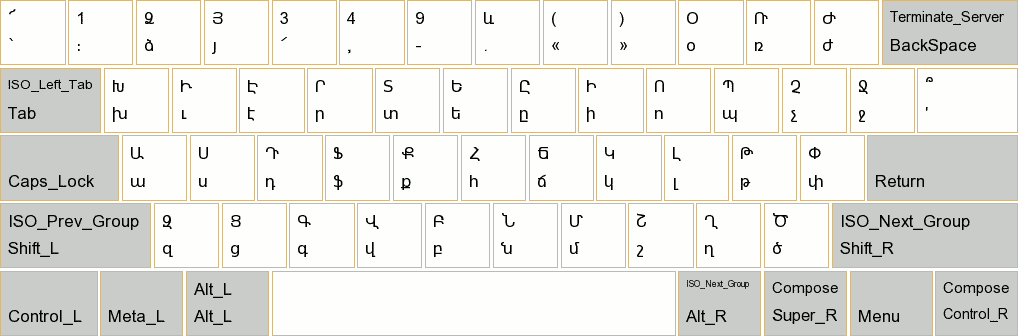
Layout armeno orientale

### Greco

Layout greco

### Ebraico

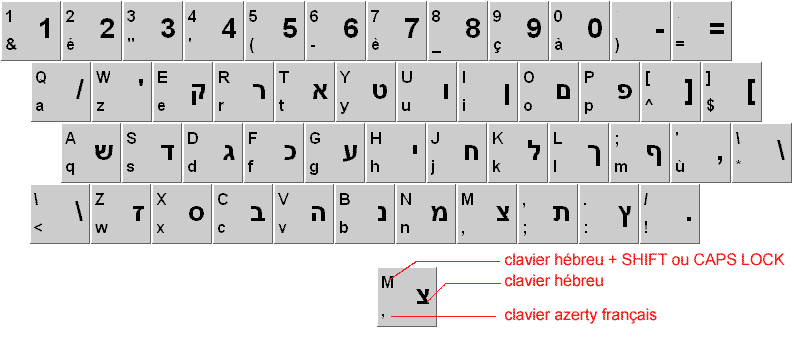
Layout della tastiera ebraica

### Famiglia di scritture Brahmi
Devanagari

Layout InScript bilingue (inglese/devanagari (sanscrito))

Layout utilizzato per sanscrito, pracrito, hindi, nepalese, marathi e molte altre lingue indiane. È uno degli script più utilizzati nel nord dell'India e in Nepal.
Bengalese

Layout della tastiera bengalese Jatiyo (জাতীয়; Jatiyo)

Sviluppato da Bangladesh Computer Council, la tastiera Jatiyo è la più utilizzata anche se ce ne sono altre.

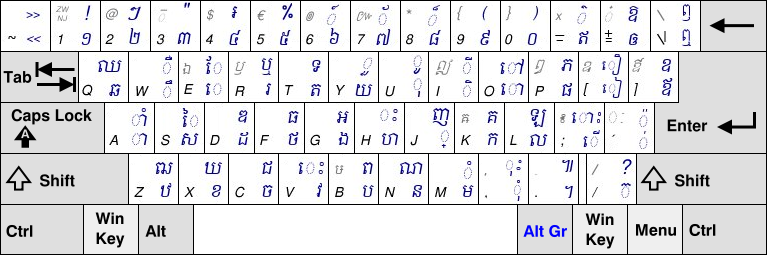
Layout della tastiera Khmer, tuttavia esiste un altro layout

Layout della tastiera tailandese

Khmer
Tailandese

### Lingue del mondo cinese e dell'Estremo Oriente

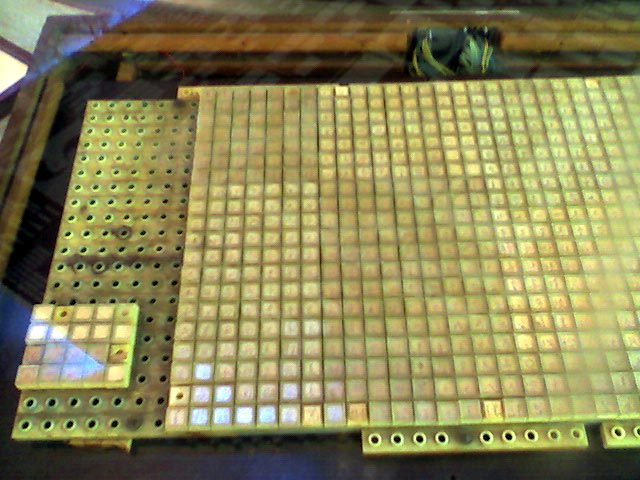
Esempio di un'antica tastiera cinese per la digitazione diretta

Alcune lingue asiatiche dell'Estremo Oriente che utilizzano sinogrammi, piuttosto che alfabeti, sillabari o alfasillabari, sono problematiche quando si inseriscono questi caratteri.
Il problema è comune alle scritture cinesi (dal continente, da Taiwan o da Singapore) così come coreane e giapponesi che contengono anche caratteri cinesi, con variazioni a seconda delle variazioni dell'ortografia utilizzata.
Cina

Layout della tastiera taiwanese
Esistono molti metodi di input cinesi. Nella Repubblica Popolare Cinese il metodo sillabario è basato sul pinyin e sull'isola di Taiwan, su zhuyin (o bopomofo), in entrambi i casi si utilizzano tastiere QWERTY. Esistono altri metodi che si basano sui tasti dei caratteri o su altre tecniche. Oggi, tutti i sistemi operativi contengono per impostazione predefinita (tramite opzioni di installazione) questi metodi di input.
Corea

Layout della tastiera coreana
Oggi i coreani utilizzano principalmente l'alfa-sillabario Hangŭl, che consente di digitare in modo abbastanza semplice con una tastiera alfabetica; tuttavia, i caratteri cinesi sono ancora utilizzati per i nomi propri o per qualsiasi cosa relativa all'arte, alla religione o alle festività, quindi in questi casi sono necessari metodi di immissione più complessi.
Giappone
Per il Giappone, i caratteri giapponesi ereditati dal cinese sono chiamati localmente kanji. Inizialmente in Giappone si eseguiva semplicemente una trasposizione fonetica utilizzando la tastiera QWERTY e abbinando due lettere a una sillaba secondo uno dei due sillabari di dimensioni standard, gli hiragana, che possono essere usati per scrivere parole foneticamente. scrivere i morfemi grammaticali della lingua). Katakana, l'altro sillabario giapponese, è usato per scrivere parole di origine straniera in giapponese, sia scritte a mano che sulla tastiera, e le stesse sillabe esistono e corrispondono tra i due sillabari.

Layout della tastiera giapponese
Questo metodo di fonetizzazione della lingua, utilizzato anche nelle trascrizioni in caratteri latini, di cui il più diffuso è il sistema Hepburn, ha permesso alla società NEC di commercializzare in Giappone molti computer dove era possibile digitare per combinazione i più comuni kanji. Attualmente esistono altri sistemi per inserire sinogrammi su una tastiera giapponese e un tasto passa da un sillabario all'altro.

## Sistemi alternativi
Inoltre può essere usata una tastiera virtuale cioè che compare direttamente sullo schermo del dispositivo, soluzione adottata su dispositivi touch screen come smartphone e tablet. Esistono inoltre sistemi di riconoscimento della scrittura o della voce che possono integrare le funzioni della tastiera o sostituirla dove necessario.
Tra le tecniche per l'inserimento di dati alternative all'uso della tastiera, vanno ricordati i codici a barre e i lettori di bande magnetiche e di smart card. Questi ultimi sono molto più adatti di una tastiera per l'inserimento di codici di sicurezza, password e applicazioni di crittografia asimmetrica.

## Navigazione web tramite tastiera

### Attributo HTML "tabindex"
L'accessibilità da tastiera è la pratica di assicurarsi che gli utenti possano navigare in modo efficiente e senza ostacoli utilizzando solo la tastiera. Per impostazione predefinita, quando le persone utilizzano il tasto TAB per navigare in una pagina Web, vengono messi a fuoco solo gli elementi interattivi (come i collegamenti, i controlli dei moduli). Con l'attributo globaletabindex gli autori possono rendere focalizzabili anche altri elementi. Quando è impostato su0l'elemento diventa attivabile da tastiera e script. Quando è impostato su-1l'elemento diventa attivabile dallo script, ma non diventa parte dell'ordine di attivazione della tastiera.

Esempio:
```
<
div
 
role
=
"button"
 
tabindex
=
"0"
 
onclick
=
"alert('testo dell'avvertimento)"
>

    Clicca qui

</
div
>

```

La tabella seguente descrive il comportamento ditabindexnei browser moderni:
| attributo tabindex            | Focalizzabile con mouse o JavaScript tramite element.focus()                                                | Scheda navigabile |
| ----------------------------- | --- | --- |
| non presente                  | Segue la convenzione della piattaforma dell'elemento (sì per i controlli del modulo, i collegamenti, ecc.). | Segue la convenzione della piattaforma dell'elemento. |
| Negativo (cioè tabindex="-1") | sì | No; l'autore deve focalizzare l'elemento confocus()in risposta alla pressione della freccia o di altri tasti. |
| Zero (cioè tabindex="0")      | sì | In ordine di tabulazione relativo alla posizione dell'elemento nel documento (gli elementi interattivi come<a>hanno questo comportamento per impostazione predefinita, non hanno bisogno dell'attributo).                                                         |
| Positivo (es. tabindex="33")  | sì | tabindexdetermina dove è posizionato questo elemento nell'ordine di tabulazione: i valori più piccoli posizioneranno gli elementi prima nell'ordine di tabulazione rispetto ai valori più grandi (ad esempio,tabindex="7sarà posizionato prima di tabindex="11"). |

## Scorciatoie da tastiera
Una scorciatoia da tastiera rappresenta un modo per richiamare una funzione in un sistema operativo quando si preme una combinazione di tasti sulla tastiera anziché utilizzare il mouse. Ciò vale anche per i software.

## Tasti speciali
Nelle tastiere sono spesso presenti alcuni tasti funzione (Function Keys), ed altri tasti speciali come Ctrl (Control), Bloc Num (Num Lock), Bloc Maiusc (Caps Lock) e Bloc Scorr (Scroll Lock).